# Ariel Project
Ariel Project （日語：アリエルプロジェクト），是港日娛樂綜藝工作室「Star Creative Production」旗下第一隊成立的香港日系女子偶像組合。2015年12月出道，直到2019年4月起處於活動休止狀態。

## 理念與目標
擁有無窮可能性（全力以赴）！如人魚公主般，以歌聲治癒各位心靈的香港日系偶像組合，Ariel Project。
Ariel—意即美麗而澟然、可愛的女孩。Ariel Project 是專為想成為人魚公主般，閃耀又高貴的少女的女孩們而設的計劃。
「Ariel」一字亦同時取自日語「有り得る」（中文解作可能 / 能夠）的諧音。Ariel Project 的目標是發掘潛在於少女們中的無限可能性，同時並予以發展，是一個為了達成少女夢想的計劃。
Ariel Project 藉著「以歌聲、舞蹈和於舞台上閃耀的笑容將日本的偶像文化傳遞到全世界」的理念於香港進行演出，並逐步拓展至全世界。
成員們的表演會以現場Live的形式進行，全部表演均會用生唱演出，歌曲方面有日語原創曲和翻唱日本著名偶像成名曲、人氣動漫歌曲等作綜合表演之用。

## 成員簡介

### 第一期（2015年12月19日出道）
| 英文名 | 日文名 | 生日     | 代表動物 | 應援色 |
| ------ | ------ | -------- | -------- | ------ |
| Aoi    | あおい | 10月27日 | 青蛙     | 寶藍   |
| Seina  | せいな | 9月4日   | 兔子     | 玫紅   |
| Hinako | ひなこ | 8月26日  | 倉鼠     | 橙     |
| Nanami | ななみ | 11月16日 | 貓       | 白     |

### 第二期（2017年7月16日出道）
| 英文名 | 日文名 | 生日     | 代表動物 | 應援色 |
| ------ | ------ | -------- | -------- | ------ |
| Midori | みどり | 8月21日  | 犬       | 綠     |
| Yura   | ゆら   | 11月15日 | 老鼠     | 粉紅   |

## 簡歷

### 2015年
四位初始成員於8月中透過公式Facebook陸續亮相，並以網上直播方式與觀眾進行互動。直到11月28日參與第一個公開活動：「香港遊戲展2015」，當天為手機遊戲《寵物聯盟》擔任代言。12月19日「香港女子偶像音楽祭 Supported by TALE」是她們的出道公演。

### 2016年
2月12日首次舉辦每月定期公演，並發表首支原創曲《キラメク明日へ》。3月5-6日首次遠征台灣。6月17日受邀到D2 Place參與「Aqua Plaza Fashion Show & Mini Live 2016」。7月初，因Aoi與Hinako勝出偶像應援app「CHEERZ」的活動，她們獲邀到往日本參與硬照拍攝，相關硬照則安排於8月在日本大型商場「涉谷Modi」的超大型戶外屏幕上展示。
8月24日「夏の天使かよ！ Supported by MEETIA」是首次遠征日本的演出，並於當天推出兩支新原創曲《アクエリアスの片思い》及《戀のアミューズ》。9月受邀參加日本大型偶像音樂祭之一「@JAM EXPO」成為香港史上第一支登上此舞台的日系偶像組合。與此同時，因Seina勝出偶像應援app「CHEERZ」的活動，獲得日本偶像專題雜誌《iSP》受訪及拍攝的機會。
完成9月遠征日本行程返回香港後，隨即被SHIBUYA 109邀請出席「WEGO TOKYO 海港城擴店開幕派對」(日本著名攝影師米原康正是當天其中一位嘉賓)。12月舉行的一周年公演獲安排網上同步直播。

### 2017年
2月11日首次參演「@JAM x TALE in Hong Kong」，並發表第四首原創曲《桜色メモリー》。3月初，刊載了Seina訪問內容的日本偶像專題雜誌《iSP x CHEERZ SPECIAL (Mar. 2017)》於日本免費發行；同時在當月月底參演「Hong Kong Idol Festival presents：IDOL UNIVERSE HONG KONG」期間發表第五首原創曲《天使かよ。》。
5月除了獲得美麗華商場邀請在「香港和酒節 Washu Fes Hong Kong 2017」擔任表演嘉賓外，更首次遠征上海及廣州。6月17日參演「Angels' Fes. in Hong Kong Vol.2」期間宣佈新成員Midori及Yura加入Ariel Project兼正式轉為六人體制。7月初特別定期公演結束後，Nanami宣佈因前往日本留學，決定暫別所有香港演出（若時間能夠配合，她將會參與演出）。
8月Ariel Project除了在日本多個livehouse參與対バン演出外，更第二度參演「@JAM EXPO」。9月初，因Aoi勝出日本網上直播平台SHOWROOM的應援活動，獲邀到神戶以模特兒身分出席「KOBE COLLECTION 2017 AUTUMN & WINTER」，成為目前唯一能夠登上此舞台的香港日系偶像。
12月首次在香港舉辦One Man Live期間，並發表第六首原創曲《エンジェルメッセージ》。同時宣佈2018年3月3日將於日本推出首張單曲CD，並於1-2月期間前往日本舉辦前事發售活動(Release Event)。

### 2018年
基於Midori與Yura仍在求學階段，所以1-2月在日本舉辦的Release Event均由四位初始成員主理。期間首次接受香港主流電台及電視台訪問。
3月3日首張單曲CD「桜色メモリー」正式於日本公開發售，當天六位成員於池袋新星堂サンシャインシティ アルタ店擔任一日店長。返回香港後隨即第二度參演「@JAM x TALE in Hong Kong」。當月月底，單曲CD「桜色メモリー」除在各大音樂串流平台上架外，亦獲安排在香港CD Warehouse門市公開發售兼舉辦唯一一場香港Release Event。與此同時，CD成功登上Billboard Japan單曲銷量榜。6月24日參演「STAR MATSURI Vol.1」期間發表第七首原創曲《Dream on stage》。
8月遠征日本期間Ariel Project完成以下五項主要活動：
1. 獲得前Babyraids JAPAN成員林愛夏邀請到自家主理節目「林愛夏のうにょうにょルーム」擔任嘉賓。
2. 參演「みんなの アイドル フェスティバル (MIF) 2018」[30]。
3. 因應「夏に台場で會おう！」應援計劃目標達成，落實出席「Tokyo Idol Festival 2018」；期間在9nine和Babyraids JAPAN的物販攤位作協力合作和宣傳[31]。
4. Aoi、Seina及Nanami 以「Mermaid Melody（マーメロディー）」名義組成限定Unit參與演出。
5. 第三度參演「@JAM EXPO」成為目前唯一能夠連續多次登上此舞台的香港日系偶像組合[32]。

9月15-16日成為目前唯一獲邀遠征韓國的香港日系偶像組合。10月Nanami在日本留學期間首次以全solo形式參與対バン演出。11月11日Aoi、Hinako及Yura獲邀到「蘭桂坊日本嘉年華」擔任表演嘉賓。
12月15日於恵比壽CreAto首次舉辦日本One Man Live。隨後Nanami宣佈證實患上重症肌無力症，為能夠專心休養及治療，決定返回香港完成三周年公演後進入長期休演狀態。

### 2019年
Hinako於1月2日宣佈即將卒業，並於2月2日完成卒業公演。從此正式轉為以Aoi、Seina、Midori及Yura作核心的四人體制繼續演出，包括在3月第三度參演「@JAM x TALE in Hong Kong」。隨後在月底宣布由於成員及日程的種種因由和事宜關係，決定於4月7日舉辦最後一場公演，並於4月8日起進入活動休止狀態，成員們改以個人形式不定期參與或出席活動。
4月底日本Cosmepress旗下偶像組合「おやすみセカイ」宣布，Seina透過「赤色擔當 - 明栗聖奈」的身分以兼任形式加入成為新成員。7月Yura宣布退出Ariel Project之餘並加入同屬Star Creative Production的姊妹組合ERЯOR，同時改以新藝名「Aika」成為粉紅色擔當。8月Aoi成功晉身日本「Miss iD 2020 (ミスiD2020)」遴選準決賽。同一時間Midori宣布從香港日系偶像行列退下來，回復平常人生活。

### 2020-2024年
以下是各成員於上述時段內的概況：
- Aoi：2020年參加「亞洲模特盛典 Face of Hong Kong」比賽，隨後加入Model One天驕模特經紀公司成為模特兒。2023年起以solo形式重新活躍於香港日系偶像行列，同年12月接受《明報周刊》以香港地下偶像為主題的訪問。2024年3月起加入成為vtuber，並於同年11月開始在另一隊香港日系偶像組合「Yuzu Bubbly」兼任成員。
- Seina：2020年2月最後一次以「おやすみセカイ」成員身分參與演出，並於4月從日系偶像行列退下來。返回香港後於2022年開始復出，並曾與另外兩位女生合組「Ruler」。由2023年9月起以「Infinity ∞ Circus」成員身分繼續活躍於香港日系偶像行列。
- Hinako：2022年6月26日參演「IDOL FEVER 2022」期間以「ロクニロクリミット」名義與另外四位女生結成限定組合，隨後以此為基礎於同年10月蛻變成「モノクローム（MONOCHROME）」並正式出道[40]。2023年7月開始在另一隊香港日系偶像組合「薄明エルフリーデ」兼任成員。
- Nanami：成為主攻日文的兼職歌唱指導，並接受委託擔任服裝設計/和音/插畫/日中翻譯。
- Midori：2020年1月宣佈加入種星堂並以本名「Tina Tang」成為模特兒。2022年5月曾參演原創音樂讀劇展演《流浪與遷徙》，同年6-12月期間曾與另外四位女生以「タシア（TASIA）」名義結成限定組合參與日系偶像演出。2024年9月於ViuTV播放的原創劇《十七年命運週期》飾演Miss Chan一角。
- Yura：2020年7月ERЯOR於完成最終公演後解散。2022年曾短暫加入「2o Love Project HK」及「2o Love to Sweet Bullet」，同年10月加入「モノクローム（MONOCHROME）」成為其中一員[40]。

### 2025年
7月25日，Ariel Project宣佈以【海に響く永遠~Voices Of Sirène~】為主題，將於9月5日在香港舉辦十周年紀念Live。

## 音樂作品

### 單曲
| 張數 | 發行日期     | 名稱                    | 曲目 | 規格 | 規格編號 | 排行榜                                                                                              |
| ---- | ------------ | ----------------------- | --- | ---- | -------- | --------------------------------------------------------------------------------------------------- |
| 1st  | 2018年3月3日 | 櫻色回憶 (桜色メモリー) | 1. 桜色メモリー 2. 天使かよ。 3. 桜色メモリー (Instrumental) 4. 天使かよ。(Instrumental) 作曲、作詞：クボナオキ (SILENT SIREN音樂製作人) | CD   | UCOL-004 | Billboard Japan 單曲銷量榜 第100位 (2018年3月第3星期)                                               |
| 1st  | 2018年3月3日 | 櫻色回憶 (桜色メモリー) | 1. 桜色メモリー 2. 天使かよ。 3. 桜色メモリー (Instrumental) 4. 天使かよ。(Instrumental) 作曲、作詞：クボナオキ (SILENT SIREN音樂製作人) | CD   | UCOL-004 | 第7回アイドル楽曲大賞2018 インディーズ/地方アイドル楽曲部門 第17位：桜色メモリー 第19位：天使かよ。 |

### 未發行作品
- キラメク明日へ
- アクエリアスの片思い (由四位初始成員填詞)
- 恋のアミューズ
- エンジェルメッセージ
- Dream on stage

## 舞台演出

### 香港演出
| 日期     | 活動名稱                                                            | 舉辦地點                           | 備註 |
| 2015年   | 2015年                                                              | 2015年                             | 2015年 |
| -------- | ------------------------------------------------------------------- | ---------------------------------- | --- |
| 12月18日 | 「香港女子偶像音楽祭 Supported by TALE」粉絲見面會及記者會          | Aqua Café                          | 日本參演單位包括STARMARIE、OS☆U、READY TO KISS及櫻美香 香港舞團Happy Rotation亦獲邀參演 |
| 12月19日 | 香港女子偶像音楽祭 Supported by TALE                                | Music Stage                        | 出道公演 日本參演單位包括STARMARIE、OS☆U、READY TO KISS及櫻美香 香港舞團Happy Rotation亦獲邀參演 |
| 12月22日 | Christmas Fans Meeting                                              | Ideal Zone                         | |
| 2016年   |                                                                     |                                    | |
| 2月12日  | 定期公演                                                            | K One Studio                       | 首次每月定期公演 發表首支原創歌《キラメク明日へ》 |
| 4月25日  | 定期公演                                                            | Music Stage                        | |
| 4月30日  | 定期公演                                                            | Music Stage                        | |
| 5月22日  | 定期公演                                                            | Music Stage                        | |
| 6月17日  | Aqua Plaza Fashion Show & Mini Live 2016                            | D2 Place                           | 4位成員均穿著PATTERN fiona出品的服飾參與Fashion Show環節 聯同日本的アキシブproject、FES☆TIVE、READY TO KISS及鈴原優美一起參演 |
| 6月18日  | TALE Festival in 香港                                               | Hidden Agenda                      | 首次穿上由Aoi設計的演出服 日本參演單位包括アキシブproject、FES☆TIVE、READY TO KISS及鈴原優美 香港舞團NO-C亦獲邀參演 |
| 6月25日  | 定期公演                                                            | Music Stage                        | |
| 7月9日   | Summer Anime Special 公演                                           | Music Stage                        | 4位成員以cosplay造型演出 |
| 7月23日  | Hong Kong Idol Festival 2016 前夜祭                                 | Music Stage                        | 聯同日本的滝口成美、＃ドルーチュ、黒崎れおん、広瀬ことみ、柳田久瑠実及Rizumu一起參演 |
| 7月24日  | Hong Kong Idol Festival 2016                                        | 青年廣場 - Y劇場                   | 日本參演單位包括滝口成美、＃ドルーチュ、黒崎れおん、広瀬ことみ、柳田久瑠実及Rizumu 香港舞團Happy Rotation、NO-C、JUMP in Max及V-Project亦獲邀參演 |
| 7月31日  | 定期公演                                                            | Music Stage                        | |
| 8月13日  | Summer Anime Special 公演                                           | Music Stage                        | 4位成員以cosplay造型演出 |
| 8月21日  | 定期公演                                                            | Music Stage                        | 同場舉行Hinako首次生誕祭 |
| 9月18日  | 無銭公演                                                            | Music Stage                        | 首次舉辦免費公演 同場舉行Seina首次生誕祭 |
| 10月1日  | 定期公演                                                            | Music Stage                        | |
| 10月23日 | Halloween Fan Meeting                                               | Music Stage                        | |
| 10月29日 | 定期公演                                                            | Music Stage                        | 同場舉行Aoi首次生誕祭 |
| 11月11日 | 妄想偶像祭 第壱章                                                   | Music Stage                        | 日本參演單位包括ゆるめるモ！、じゅじゅ及リナチックステイト 香港組合V-Project、Ani-things及Banana Band亦獲邀參演 物販限定發售由Seina設計，ゆるめるモ！與Ariel Project合作的T-shirt |
| 11月12日 | "新風潮 in 香港" ゆるめるモ！ 單獨公演                              | Music Stage                        | 擔任開場嘉賓 (Opening Act) |
| 11月19日 | 定期公演                                                            | Music Stage                        | 同場舉行Nanami首次生誕祭 |
| 12月8日  | Pajamas' night in Hong Kong                                         | 9 3/4 studio 不存在的房間          | 與各日本偶像組合一同舉行睡衣派對 參演單位包括READY TO KISS及KAMOがネギをしょってくるッ!!! |
| 12月9日  | Angels' Fes. in Hong Kong Vol.1                                     | Music Stage                        | 日本參演單位包括READY TO KISS及KAMOがネギをしょってくるッ!!! 香港舞團Happy Rotation及NO-C亦獲邀參演 |
| 12月23日 | Christmas Fans Meeting                                              | Music Stage                        | |
| 12月31日 | 無料 Mini Live + 一周年公演                                         | Music Stage                        | 首次全程網上直播公演盛況 |
| 2017年   |                                                                     |                                    | |
| 2月3日   | 定期公演                                                            | Music Stage                        | |
| 2月11日  | @JAM x TALE in Hong Kong 2017                                       | Music Zone @ E-Max                 | 首次參演@JAM x TALE in Hong Kong 參演組合包括東京女子流、SUPER☆GiRLS、妄想Calibration及Juice=Juice 發表第4首原創歌《桜色メモリー》 |
| 2月25日  | 定期公演                                                            | Music Stage                        | |
| 3月25日  | Hong Kong Idol Festival presents: IDOL UNIVERSE HONG KONG           | Music Stage                        | 日本參演單位包括KAMOがネギをしょってくるッ!!!及天晴れ！原宿 香港舞團SmileyCosplay及Yuki - 雪雪亦獲邀參演 發表第5首原創歌《天使かよ。》 |
| 3月26日  | 天晴れ！原宿 ワンマンライブ in 香港                                 | Music Stage                        | 擔任表演嘉賓 |
| 3月26日  | 特別定期公演                                                        | Music Stage                        | KAMOがネギをしょってくるッ!!!及天晴れ！原宿擔任表演嘉賓 |
| 4月22日  | 定期公演                                                            | Music Stage                        | |
| 5月6日   | 香港和酒節 Washu Fes Hong Kong 2017                                 | 美麗華商場                         | |
| 5月27日  | 無料定期公演                                                        | Music Stage                        | |
| 6月17日  | Angels' Fes. in Hong Kong Vol.2                                     | Music Stage                        | 日本參演單位包括81moment、Dolly Kiss、FES☆TIVE及煌めき☆アンフォレント Ariel Project從此正式轉為6人體制，新成員分別是綠色擔當Midori（みどり）及粉紅色擔當Yura（ゆら） |
| 6月18日  | Ariel Project × Dolly Kiss Two Men Live                             | Music Stage                        | |
| 6月18日  | FES☆TIVE香港單獨公演                                                | Music Stage                        | 擔任表演嘉賓 |
| 6月18日  | 81moment × 煌めき☆アンフォレント Two Men Live                       | Music Stage                        | 擔任表演嘉賓 |
| 7月1日   | 特別定期公演                                                        | Music Stage                        | 4位初始成員以女僕造型演出 由於決定在日本留學，Nanami正式暫別所有香港演出，直至另行通知 （若時間能夠配合，她將會參與演出） |
| 7月15日  | Hong Kong Idol Festival Countdown Live                              | Music Stage                        | 日本參演單位包括平成琴姫、Dear L mana、はっぴっぴ、PrincessGarden-姫庭-、きみがわたしだけのおうじさまだったら、おみやげ、Rose&Rosary及READY TO KISS |
| 7月16日  | Hong Kong Idol Festival 2017                                        | 青年廣場 - Y劇場                   | Midori及Yura出道表演 與當天出道的同公司組合それでもアイドルだ一起參演 日本參演單位包括平成琴姫、Dear L mana、はっぴっぴ、PrincessGarden-姫庭-、きみがわたしだけのおうじさまだったら、おみやげ、Rose&Rosary及READY TO KISS 香港舞團Drop's Revolution、Forward、Glass Pro. 硝子プロ、Happy Rotation、HELLO!GIRLS、JUMP in Max、Maid 100%、SmileyCosplay、V-Project及Yuki - 雪雪亦獲邀參演                                                              |
| 7月29日  | 定期公演                                                            | Music Stage                        | |
| 8月19日  | 定期公演                                                            | Music Stage                        | 同場舉行Midori首次生誕祭 |
| 9月9日   | 定期公演兼Hinako生誕祭                                              | Music Stage                        | |
| 9月16日  | 定期公演兼Seina生誕祭                                               | Music Stage                        | 仍在日本留學的Nanami驚喜現身為Seina送上祝賀 首次以6人體制在香港演出 |
| 9月30日  | 浴衣Fans Meeting                                                    | WeeeU Party House                  | |
| 10月20日 | Halloween Special Live                                              | Music Stage                        | |
| 10月28日 | 定期公演兼Aoi生誕祭                                                 | Music Stage                        | Nanami參與部份演出 前81moment成員シイナナルミ為Aoi致送祝賀短片 |
| 11月18日 | 定期公演兼Nanami生誕祭                                              | Music Stage                        | |
| 11月19日 | 定期公演                                                            | Music Stage                        | 同場舉行Yura首次生誕祭 |
| 12月16日 | 兩周年無料One Man Live                                              | Music Stage                        | 首次舉辦One Man Live 發表第6首原創歌《エンジェルメッセージ》 現場派發由「Ariel Project 二周年委員會」(由Fans自發組成) 精心編製的《Ariel Project 年報 2017》 重大發表：2018年1月及2月將於日本為首張Single舉行前事發售活動(Release Event)，而Single將在3月3日起於日本公開發售。 |
| 12月24日 | Christmas Special Live                                              | Music Stage                        | |
| 2018年   |                                                                     |                                    | |
| 1月6日   | 正月特別公演                                                        | Music Stage                        | 成員們以巫女造型演出 |
| 1月20日  | 定期公演                                                            | Music Stage                        | |
| 2月10日  | 情人節Special定期公演                                               | Music Stage                        | 同場首次於香港舉辦CD特典會 成員們以私服造型演出 |
| 2月25日  | 二人の挑戦！Midori x Yura Special Event                             | 7 Stars Stage                      | 因學業關係仍然留在香港的2位成員合演mini live 全程網上直播公演盛況 |
| 3月10日  | @JAM x TALE in Hong Kong 2018                                       | Music Zone @ E-Max                 | 參演單位包括Babyraids JAPAN、ときめき♡宣伝部、あゆみくりかまき、吉川友及東京女子流 Seina在開場前以中、日雙語講解場地需知 Aoi聯同大矢梨華子 (Babyraids JAPAN) 及庄司芽生 (東京女子流) 擔任開場MC 在東京女子流演繹最新單曲之前，Nanami為她們的MC擔任翻譯 |
| 3月11日  | @JAM x TALE in Hong Kong 2018                                       | Music Zone @ E-Max                 | 與ときめき♡宣伝部有合演環節，演唱曲目是《ぴょんぴょん》(ときめき♡宣伝部) 與吉川友有合演環節，演唱曲目是《天使かよ。》(AP) Hinako聯同吉川友及あゆみ（あゆみくりかまき）擔任閉幕MC |
| 3月24日  | 1st Single「桜色メモリー」Release Event                             | CD Warehouse 旺角始創中心 (旗艦店) | 首次於香港舉辦Release Event 由於場地所限，是次活動只有問答及特典會環節 |
| 3月31日  | 定期公演                                                            | Music Stage                        | |
| 4月14日  | 香港の天使かよ！                                                    | MOM Livehouse                      | 日本參演單位包括HOT DOG CAT、ONEPIXCEL、READY TO KISS及SAY-LA 成員們聯同READY TO KISS、SAY-LA及HOT DOG CAT以旗袍造型參與OFF會 |
| 4月15日  | 香港の朝の天使かよ！～朝の主役はアリエルプロジェクトとSAY-LAで～    | MOM Livehouse                      | |
| 4月15日  | READY TO KISS香港単獨公演                                           | MOM Livehouse                      | 擔任表演嘉賓 |
| 4月15日  | ONEPIXCEL香港単獨公演                                               | MOM Livehouse                      | 擔任表演嘉賓 |
| 4月28    | 定期（1st Single 發行紀念）公演                                     | Music Stage                        | |
| 5月13日  | 定期（感謝會場）公演                                                | Music Stage                        | 最後一次於Music Stage演出 (因會場結束營業) 重大發表：2018年12月將於日本舉辦首次One Man Live，目標入場人數為300人 |
| 5月19日  | 不思議の國のアリエル Fan Meeting                                    | 7 Stars Stage                      | 成員們以《愛麗絲夢遊仙境》造型演出 |
| 6月16日  | 定期公演                                                            | Drummers' Ark                      | 轉往新場地後首次定期公演 |
| 6月24日  | STAR MATSURI Vol.1                                                  | MOM Livehouse                      | 發表第7首原創歌《Dream on stage》 為方便觀眾參與新歌的應援，物販推出新款應援毛巾 與當天出道的姊妹組合—ERЯOR及Idol Channel有共演環節 |
| 7月7日   | 夏はパジャマパーティーだ！Fans Meeting                              | Drummers' Ark                      | 成員們以睡衣造型演出 |
| 7月21日  | TALE in Wonderland Hong Kong                                        | MOM Livehouse                      | 與同公司姊妹組合ERЯOR及Idol Channel一起參演 日本參演單位包括81moment、9nine及 イタダキ、テッペン |
| 7月22日  | 81moment X アリエルプロジェクト X イタダキ、テッペン Three Man Live | MOM Livehouse                      | |
| 7月22日  | 9nine one man live 2018 ～Asia Traveler in Hong Kong～              | MOM Livehouse                      | 擔任表演嘉賓 |
| 7月28日  | 定期公演                                                            | Drummers' Ark                      | |
| 8月18日  | 定期公演兼Midori生誕祭                                              | Drummers' Ark                      | |
| 9月9日   | 定期公演兼Hinako生誕祭                                              | MOM Livehouse                      | |
| 9月29日  | 定期公演兼Seina生誕祭                                               | Drummers' Ark                      | |
| 10月21日 | Halloween Special Live                                              | Drummers' Ark                      | |
| 10月28日 | 定期公演兼Aoi生誕祭                                                 | Drummers' Ark                      | |
| 11月11日 | 蘭桂坊日本嘉年華 Lan Kwai Fong Japan Street Carnival                | 中環蘭桂坊                         | 只有Aoi、Hinako及Yura參演 參演成員獲邀與時任日本駐香港總領事松田邦紀先生及電視節目《日本大放送 Go!Japan TV》主持理惠小姐合照 |
| 11月17日 | 定期公演兼Nanami x Yura合同生誕祭                                   | Drummers' Ark                      | 首次有日本Fans擔任生誕委員 |
| 12月9日  | STAR MATSURI Vol.2                                                  | MOM Livehouse                      | 與同公司姊妹組合ERЯOR一起參演 尾段以合演形式演唱對方的原創曲作結，分別是《Dream on stage》(AP) 及《Love Monster》(ERЯOR) |
| 12月23日 | 三周年無料公演                                                      | Drummers' Ark                      | Midori補回在日本One Man Live當天未能演繹的solo Aoi及Hinako演唱由Fans投選最喜愛的unit曲 (cover)：《ねぇ好きだよ》(Dolly Kiss) Nanami主力參演Encore部份 因早前Nanami宣佈證實患上重症肌無力症，為能夠專心休養及治療，在完成是次公演後進入長期休演狀態 |
| 12月26日 | Christmas Fans Meeting                                              | Drummers' Ark                      | |
| 2019年   |                                                                     |                                    | |
| 1月12日  | 定期公演                                                            | Drummers' Ark                      | 由於Hinako出外旅遊，所以只有4位成員參演 |
| 2月2日   | 特別公演 (Hinako卒業Live)                                           | MOM Livehouse                      | 入場時付送由「Hinako畢業委員會」(由Fans自發組成) 精心編製的畢業紀念冊（內附Hinako獨唱版《桜色メモリー》CD一張） ERЯOR其中2位成員（Mira和Mizore）及前Idol Channel成員們擔任特別表演嘉賓 除了ERЯOR及前Idol Channel全體成員外，以下8位曾與AP共演過的日本女子偶像一同獲邀拍攝祝賀短片： 神谷じゅりな（81moment）、神谷 えりさ、シンナナルミ、倉田もか（藍色アステリズム）、天原瑠璃（SAY-LA）、千葉さきの（READY TO KISS）、林愛夏、あの（ゆるめるモ！） |
| 2月16日  | TALE in Wonderland Hong Kong 農曆正月 Special                       | MOM Livehouse                      | 正式轉為以Aoi、Seina、Midori及Yura作核心的4人體制 與同公司的姊妹組合ERЯOR一起參演 日本參演單位包括SAY-LA、chuLa及葉月あすか 全體參演單位一同出席OFF會 |
| 2月17日  | chuLa One Man Live in Hong Kong                                     | MOM Livehouse                      | 聯同葉月あすか擔任開場表演嘉賓 |
| 2月24日  | 定期公演                                                            | Drummers' Ark                      | |
| 3月3日   | @JAM x TALE in Hong Kong 2019                                       | Music Zone @ E-Max                 | 與同公司的姊妹組合ERЯOR一起參演 日本參演單位包括櫻花蝦 (桜エビ～ず)、Task have Fun、彩虹征服者 (虹のコンキスタドール) 及わーすた Seina在開場前以中、日雙語講解場地需知 Aoi聯同里中菜月 (Task have Fun) 及廣川奈奈聖 (わーすた) 擔任開場MC 與桜エビ～ず有合演環節，演唱曲目是《桜色メモリー》(AP) Mizore (ERЯOR) 聯同水春 (桜エビ～ず) 及的場華鈴 (虹のコンキスタドール) 擔任閉幕MC                                                                   |
| 3月23日  | アリエル高校学園祭 Fans Meeting                                     | Drummers' Ark                      | 成員們以高校生造型演出 Aoi及Seina以男高校生形象登場 |
| 3月31日  | 定期公演                                                            | Drummers' Ark                      | |
| 4月7日   | 「桜いろメモリー」公演                                              | Drummers' Ark                      | 活動休止前最後一場公演 |
| 2025年   |                                                                     |                                    | |
| 9月5日   | 【海に響く永遠~Voices Of Sirène~】Ariel Project十周年紀念Live       | 青年廣場 - Y劇場                   | 購票網址： https://forms.gle/aFp7gi891C163767A |

### 海外演出
| 日期       | 活動名稱 | 舉辦地點                                                    | 備註 |
| 2016年     | 2016年 | 2016年                                                      | 2016年 |
| ---------- | --- | ----------------------------------------------------------- | --- |
| 3月5日     | TALE Festival in 台灣 | PIPE Live Music 100 (台灣)                                  | 首次台灣兼海外演出 日本參演單位包括柊木りお、BPM15Q及まねきケチャ 台灣參演單位包括TIRA及ジュリリジュリラン未來ゴロゴロコロニー13世 |
| 3月6日     | BPM15Q in TAIWAN | PIPE Live Music 100 (台灣)                                  | 擔任表演嘉賓 |
| 7月7日     | ＃ドルーチュ 1st Single『魔法少女ファンタジー』発売記念イベント | ソフマップアミューズメント館 (日本)                         | Aoi與Hinako率先遠征日本 |
| 8月24日    | 夏の天使かよ！ Supported by MEETIA | 渋谷クラブクアトロ (日本)                                   | 首次遠征日本 發表2首原創歌《アクエリアスの片思い》、《戀のアミューズ》 |
| 8月25日    | 30分たっぷりフェス vol.2 | 渋谷DUO (日本)                                              | 第二日 (8月26日) 首次於日本舉行Fans Meeting |
| 9月24日    | @JAM x Natalie EXPO 2016 (Day 1) - Orange Stage - Peach Stage | 幕張メッセ 國際展示場9~11ホール (日本)                      | 首隊獲邀出演@JAM EXPO的香港Idol組合 參演組合多達175隊，包括欅坂46、東京女子流、私立惠比壽中學、電波組.inc等 首次穿上由Hinako設計的演出服 Aoi成為首位能夠與時任欅坂46Center—平手友梨奈合照的香港人                                                                                                   |
| 9月25日    | @JAM x Natalie EXPO 2016 (Day 2) - Talk Stage - EXPO DD大會議 - Talk Stage - SHOWROOM人気番組 大集合SP - Strawberry Stage - THEイナズマ戦隊とDJ KOOさんのコラボレーション - Strawberry Stage - グランドフィナーレ | 幕張メッセ 國際展示場9~11ホール (日本)                      | 首隊獲邀出演@JAM EXPO的香港Idol組合 參演組合多達175隊，包括欅坂46、東京女子流、私立惠比壽中學、電波組.inc等 首次穿上由Hinako設計的演出服 Aoi成為首位能夠與時任欅坂46Center—平手友梨奈合照的香港人                                                                                                   |
| 2017年     | |                                                             | |
| 4月8日     | TALE in Wonderland TAIWAN | 傑克音樂 Jack's Studio (台灣)                               | 日本參演單位包括虹のコンキスタドール、ベボガ！（虹のコンキスタドール黃組）及わーすた 台灣參演單位是TUKUYOMI IDOL PROJECT 首次於台灣舉行OFF會 |
| 4月9日     | ベボガ！（虹のコンキスタドール黃組）One Man Live | 傑克音樂 Jack's Studio (台灣)                               | 擔任表演嘉賓 |
| 4月9日     | 虹のコンキスタドール One Man Live | 傑克音樂 Jack's Studio (台灣)                               | 擔任表演嘉賓 |
| 4月30日    | Idol Fever Live Vol.2 | 萬代南夢宮 上海文化中心 2/F 未來劇場 (中國)                 | 首次遠征上海 持有VIP門票人士獲安排觀賞開演前的彩排 日本參演單位包括81moment、絶対直球女子！プレイボールズ及inkey oops 中國參演單位是ATF 除了公演結束後的OFF會，5月2日當天81moment一起與Fans暢遊上海                                                                                                 |
| 5月1日     | Idol Fever Live Vol.2 | 萬代南夢宮 上海文化中心 2/F 未來劇場 (中國)                 | 首次遠征上海 持有VIP門票人士獲安排觀賞開演前的彩排 日本參演單位包括81moment、絶対直球女子！プレイボールズ及inkey oops 中國參演單位是ATF 除了公演結束後的OFF會，5月2日當天81moment一起與Fans暢遊上海                                                                                                 |
| 5月20-21日 | Idol Fever Live Vol.3 | 廣州太古倉 3號倉庫 (中國)                                   | 首次遠征廣州 日本參演單位包括notall、Dreaming Monster及KNU 中國參演單位是SING 除了公演結束後的OFF會，5月22日當天聯同notall一起與Fans暢遊廣州 |
| 6月24-25日 | Idol Fever Live Vol.4 | 萬代南夢宮 上海文化中心 2/F 未來劇場 (中國)                 | 日本參演單位包括READY TO KISS、SAY-LA及リナチックステイト 首次於國內舉行Fans Meeting（6月23日） 與SAY-LA有Two Men Live環節 成員們以中華服打扮現身公演結束後的OFF會 |
| 8月1日     | 81moment 2周年シイナナルミ卒業公演 | Zepp ダイバーシティ東京 (日本)                              | 4位初始成員參演 |
| 8月2日     | BERRY BONNY BUNNY | 渋谷DUO (日本)                                              | 4位初始成員參演 |
| 8月3日     | 『UPローチ鳴瀬未華生誕祭』 ～ロリコンの集い～ | 渋谷DESEO (日本)                                            | 4位初始成員參演 |
| 8月25日    | 即席ラーメン記念日に品川かよ！ | 品川Jスクエア (日本)                                        | |
| 8月26日    | @JAM EXPO 2017 (Day 1) - Blueberry Stage - Strawberry Stage - EXPO Special JAM Session② ＜でんぱ組.inc成瀬瑛美コラボ＞                                                                                            | 橫浜アリーナ (日本)                                         | 4位初始成員主理舞台演出 Midori及Yura主力參與宣傳 首次穿上以人魚公主及天使為概念的演出服（設計師是為わーすた和SILENT SIREN等日系偶像設計演出服的竹內遙香小姐） 8月26日舉行浴衣OFF會 |
| 8月27日    | @JAM EXPO 2017 (Day 2) - Peach Stage - Talk Stage - SHOWROOM人気番組 大集合SP - Strawberry Stage - グランドフィナーレ                                                                                             | 橫浜アリーナ (日本)                                         | 4位初始成員主理舞台演出 Midori及Yura主力參與宣傳 首次穿上以人魚公主及天使為概念的演出服（設計師是為わーすた和SILENT SIREN等日系偶像設計演出服的竹內遙香小姐） 8月26日舉行浴衣OFF會 |
| 8月30日    | SUGOI NEXT IDOL vol.1 | TSUTAYA IKEBUKURO AKビル店 1階 (日本)                       | 首次以6人體制參與舞台演出 |
| 10月7日    | TALE Festival in Taiwan 2017 | 傑克音樂 Jack's Studio (台灣)                               | 4位初始成員參演 |
| 11月11日   | 無料公演 | 上海環球港南廣場 (中國) 彩排片 演出片                       | 日本參演單位包括Dolly Kiss及81limited 中國參演單位包括CherryGirls、Lunar、AREA 51、SSIdol及張潮威 與Dolly Kiss及81limited聯合舉辦OFF會 |
| 11月11日   | 無料公演 | 上海長泰廣場1/F演藝中心 (中國)                              | 日本參演單位包括Dolly Kiss及81limited 中國參演單位包括CherryGirls、Lunar、AREA 51、SSIdol及張潮威 與Dolly Kiss及81limited聯合舉辦OFF會 |
| 11月12日   | Super Idol Carnival Milky's Party 國際偶像嘉年華第二彈 | 上海虹口區瑞虹路188號 月亮灣 3/F 309室 Modernsky Lab (中國) | 日本參演單位包括Dolly Kiss及81limited 中國參演單位包括CherryGirls、Lunar、AREA 51、SSIdol及張潮威 與Dolly Kiss及81limited聯合舉辦OFF會 |
| 11月25日   | TALE番外編「千夜一夜物語 | 傑克音樂 Jack's Studio (台灣)                               | 日本參演單位包括CY8ER、There There Theres及ゆるめるモ！ ゆるめるモ！與Ariel Project再度攜手推出限定合作T-shirt (由Seina設計) |
| 11月26日   | ATTTP There There Theres x Ariel Project Two Men Live | 傑克音樂 Jack's Studio (台灣)                               | 日本參演單位包括CY8ER、There There Theres及ゆるめるモ！ ゆるめるモ！與Ariel Project再度攜手推出限定合作T-shirt (由Seina設計) |
| 12月30日   | Groupy in 17th Firefly ACG Festival | 廣州保利世貿博覽館5/6號館 (中國)                            | 首次參與跨年演出 日本參演單位包括鈴原知花、放課後プリンセス及Wi-Fi-5 元旦日舉行OFF會 |
| 12月31日   | Groupy New Year Live | 廣州TU凸空間 (中國)                                         | 首次參與跨年演出 日本參演單位包括鈴原知花、放課後プリンセス及Wi-Fi-5 元旦日舉行OFF會 |
| 2018年     | |                                                             | |
| 1月26日    | 1st Single「桜色メモリー」Release Event | 池袋新星堂 サンシャインシティ アルタ店 (日本)               | 首次於日本舉辦Release Event 4位初始成員參演 |
| 1月27日    | 81moment天王寺ハル デビュー1 周年！ 記念ライブ | 新宿ナインスパイス (日本)                                   | 4位初始成員參演（與81moment有共演環節） |
| 1月27日    | 俺たち、楽曲派。Vol.21 ～TAKE OFF7番外編～ | 渋谷TAKE OFF7 (日本)                                        | 4位初始成員參演 |
| 1月28日    | Idol Legend Carnival - ユメライブ | 渋谷VUENOS (日本)                                           | 4位初始成員參演 |
| 1月28日    | 私たち、正統派。Vol.19 ～フジさんのヨコスペシャル～ | フジさんのヨコ (日本)                                       | 4位初始成員參演 |
| 1月29日    | 1st Single「桜色メモリー」Release Event | Tower Records川崎店 (日本)                                  | 4位初始成員參演 |
| 1月30日    | 俺たち、楽曲派。Vol.22 | 渋谷DUO (日本)                                              | 4位初始成員參演 |
| 1月31日    | sevens heaven ラスト LIVE | 渋谷aube (日本)                                             | 4位初始成員參演 |
| 2月22日    | 貓の日に品川かよ！ ～クピドリック2周年おめでとうスペシャル～ | 品川Jスクエア (日本)                                        | 4位初始成員參演 |
| 2月23日    | どんちゃん騒ぎ！其の拾 〜新生・はっぴっぴ〜 起死回生で大逆転の巻 | 渋谷 RUIDO K2 (日本)                                        | 4位初始成員參演 |
| 2月24日    | @JAM the Field vol.13 | 新宿BLAZE (日本)                                            | 4位初始成員參演Opening Act |
| 2月25日    | 1st Single「桜色メモリー」Release Event | 池袋新星堂 サンシャインシティ アルタ店 (日本)               | 4位初始成員參演 |
| 2月25日    | 俺たち、パフォ廚。Vol.2 | 渋谷SPACE ODD (日本)                                        | 4位初始成員參演 |
| 2月25日    | 迷愛へるぷ！〜姫香1周年記念LIVE〜 | 恵比壽CreAto (日本)                                         | 4位初始成員參演 |
| 2月26日    | 1st Single「桜色メモリー」Release Event | 秋葉原Sofmap AKIBA4號店 アミューズメント館 (日本)           | 4位初始成員參演 日本著名攝影師米原康正到場應援 |
| 2月27日    | 俺たち、楽曲派。Vol.23 | 渋谷duo music exchange (日本)                               | 4位初始成員參演 |
| 2月27日    | Idol Legend Carnival -『ユメ爆ぜる！！』Vol.2 | 青山RizM (日本)                                             | 4位初始成員參演 |
| 3月1日     | 1st Single「桜色メモリー」Release Event | 秋葉原Sofmap AKIBA4號店 アミューズメント館 (日本)           | 4位初始成員參演 |
| 3月2日     | ひなフェス！supported by Leadi | 渋谷SPACE ODD                                               | 4位初始成員參演 |
| 3月3日     | 1st Single「桜色メモリー」Release Event 第1部記錄 第2部記錄 | 池袋新星堂 サンシャインシティ アルタ店 (日本)               | 首張單曲「桜色メモリー」正式於日本公開發售 首隊能夠在日本推出唱片的香港Idol組合 6位成員均以一日店長身份參與活動 |
| 3月4日     | 雑誌の日に品川かよ！ | 品川Jスクエア (日本)                                        | 6位成員一同參演 |
| 3月5日     | NEON Premium LIVE!～SPRING FES 2018～ | 新木場スタジオコースト (日本)                               | 4位初始成員參演 |
| 6月2日     | 妄想偶像祭 第弍章 in TAIWAN | 傑克音樂 Jack's Studio (台灣)                               | 首次穿上由Hinako及Nanami聯手設計，包含中華風元素的演出服 日本參演單位包括uijin、みんなのこどもちゃん及我儘ラキア 台灣參演單位包括CANDY☆STAR及佐藤Sato。負能量厭世系 |
| 6月3日     | みんなのこどもちゃん x アリエルプロジェクト Two Men Live | 傑克音樂 Jack's Studio (台灣)                               | 首次穿上由Hinako及Nanami聯手設計，包含中華風元素的演出服 日本參演單位包括uijin、みんなのこどもちゃん及我儘ラキア 台灣參演單位包括CANDY☆STAR及佐藤Sato。負能量厭世系 |
| 8月1日     | 81moment 3rd Anniversary & 東雲れいか卒業 | TSUTAYA O-EAST (日本)                                       | 6位成員一同參演 |
| 8月3日     | みんなの アイドル フェスティバル (MIF) 2018 | DECKS Tokyo Beach (日本)                                    | 首次參演MIF |
| 8月3-5日   | 「夏に台場で會おう！」應援計劃 | 台場 青海(Aomi) 周邊區域 (日本)                             | 6位成員於Tokyo Idol Festival 2018期間，在9nine和Babyraids JAPAN的物販攤位作協力合作和宣傳 |
| 8月5日     | U.T.I.F 2018 | 新宿MARZ (日本)                                             | 6位成員一同參演 |
| 8月6日     | 『ユメライブ』～テンシメシ鳴瀬未華生誕祭 | 新宿ReNY (日本)                                             | 6位成員一同參演 |
| 8月8日     | ユメライブmini | 青山RizM (日本)                                             | Aoi、Seina及Nanami 以「Mermaid Melody（マーメロディー）」名義組成Unit演出 |
| 8月9日     | 俺たち、パフォ廚。Vol.8 | 渋谷duo music exchange (日本)                               | Aoi、Seina及Nanami 以「Mermaid Melody（マーメロディー）」名義組成Unit演出 |
| 8月10日    | ユメライブ | 新宿ReNY (日本)                                             | Aoi、Seina及Nanami 以「Mermaid Melody（マーメロディー）」名義組成Unit演出 |
| 8月13日    | 左利きの日に品川かよ！ | 品川Jスクエア (日本)                                        | Aoi、Seina及Nanami 以「Mermaid Melody（マーメロディー）」名義組成Unit演出 |
| 8月21日    | ユメライブ テンシメシ中川珠里生誕ライブ 〜今日で18歳になります〜 | 新宿ReNY (日本)                                             | 6位成員一同參演 |
| 8月22日    | 真夏の天使かよ！ | 渋谷DUO (日本)                                              | 6位成員一同參演 |
| 8月22日    | ワンコインライブなのにイタテンのメンバー優しいから予約特典も付けちゃうよライブ | 渋谷aube (日本)                                             | 6位成員一同參演 |
| 8月23日    | 藍色アステリズム桜木花純生誕祭 | TwinBoxAKIHABARA (日本)                                     | 6位成員一同參演 |
| 8月24日    | 小桃音まい生誕祭 | 渋谷Glad (日本)                                             | 6位成員一同參演 |
| 8月25日    | @JAM EXPO 2018 (Day 1) - Talk Stage - EXPO DD 大會議 - Blueberry Stage - Orange Stage - @JAM EXPO 2018 OFFICIAL BOOK お渡し會 - 屋台エリア - スーパーボールすくい，どら焼きの販売                                 | 橫浜アリーナ (日本)                                         | 首次以6人體制參與@JAM EXPO舞台演出 Aoi、Seina及Yura擔任Talk Stage嘉賓 8月27日舉行「日本鍋パーティーオフ會」 |
| 8月28日    | 未知との遭遇 vol.3 夏休みスペシャル | 渋谷O-EAST (日本)                                           | 6位成員一同參演 聯同其他49隊偶像組合分散在渋谷5個會場同步演出 |
| 8月28日    | 未知との遭遇 vol.3 夏休みスペシャル | 渋谷nest (日本)                                             | 6位成員一同參演 聯同其他49隊偶像組合分散在渋谷5個會場同步演出 |
| 8月29日    | ゆるフェス | 新宿ReNY (日本)                                             | 6位成員一同參演 |
| 8月31日    | 平成最後の夏に品川かよ！ | 品川Jスクエア (日本)                                        | 由於Midori提早返回香港，所以只有5位成員參演 |
| 9月1日     | Dream on Stage VOL.125 | 渋谷Glad (日本)                                             | 由於Midori提早返回香港，所以只有5位成員參演 |
| 9月2日     | Girls Face in SHIBUYA | 渋谷TAKEOFF7 (日本)                                         | 由於Midori提早返回香港，所以只有5位成員參演 |
| 9月15日    | TALE x イタフェス Live in Korea | stay.round.GEE (韓國)                                       | 首隊能夠遠征韓國的香港Idol組合 日本偶像組合CY8ER參演 韓國參演單位包括흑월(ワール)、라쿠(RAKU)及XcidenX 9月17日舉行OFF會 參與遠征的香港Fans依從韓國獨有的應援文化—送上大米花圈，並以Ariel Project名義把大米透過當地慈善機構捐贈予有需要人士                                                          |
| 9月16日    | アリエルプロジェクト & 됸쥬 &로에 Two Men Live | stay.round.GEE (韓國)                                       | 首隊能夠遠征韓國的香港Idol組合 日本偶像組合CY8ER參演 韓國參演單位包括흑월(ワール)、라쿠(RAKU)及XcidenX 9月17日舉行OFF會 參與遠征的香港Fans依從韓國獨有的應援文化—送上大米花圈，並以Ariel Project名義把大米透過當地慈善機構捐贈予有需要人士                                                          |
| 10月12日   | cosmepress金曜定期 | 恵比壽CreAto (日本)                                         | Nanami以單獨全solo演出 |
| 10月16日   | iDOL UNiVERSE 〜1K飛行〜 | 渋谷REX (日本)                                              | Nanami以單獨全solo演出 |
| 12月1日    | Girls on Top 偶像企劃 1st Mini Live | 廣州羊城創意園 智酷車間 (中國)                              | 日本參演單位包括モエギノジノム及愛夢GLTOKYO 廣州參演單位是ArgoAngels 12月2日舉行OFF會 |
| 12月12日   | GIRLS PUZZLE | 渋谷SOUND MUSEUM VISION (日本)                              | 因Midori仍然留在香港應付學期考試，所以只有5位成員參演 |
| 12月15日   | TALE N.T. Festa | 恵比壽CreAto (日本)                                         | 因Midori仍然留在香港應付學期考試，所以只有5位成員參演 |
| 12月15日   | 1st One Man Live in Japan | 恵比壽CreAto (日本)                                         | 首隊能夠在日本舉辦One Man Live的香港Idol組合 池袋新星堂透過Twitter於當天協力宣傳 Midori只能趕及參與特典會，她的歌唱部份以大螢幕播放形式呈現在觀眾面前 物販除了發售為記念首次日本One Man Live而製的T-shirt外，同時發售6款由日本畫家森千広繪製的完全限定生產成員個人應援T-shirt 12月16日舉行感謝OFF會 |
| 12月17日   | Blue Wednesday Vol.13 | 渋谷aube (日本)                                             | |
| 12月30日   | Girls on Top 偶像企劃 NEW YEAR'S EVE Live | 廣州萬菱匯B1 超急番 (中國)                                  | 與同公司的姊妹組合ERЯOR一起參演 日本參演單位包括みのりほのか、愛夢GLTOKYO及Dreaming Monster 廣州參演單位是ArgoAngels |
| 12月31日   | Girls on Top 偶像企劃 in 20th Firefly ACG Festival | 廣州保利世貿博覽館5/6號館 (中國)                            | 與同公司的姊妹組合ERЯOR一起參演 日本參演單位包括みのりほのか、愛夢GLTOKYO及Dreaming Monster 廣州參演單位是ArgoAngels |
| 12月31日   | TALE x 幄塔 Countdown Party in 廣州 | 廣州市海珠區 花城往事8號 潮浪匯 (中國)                      | 與同公司的姊妹組合ERЯOR一起參演 |

## 媒體演出

### 模特兒

#### Go!Japan（雜誌）
- 2015年10月號：Aoi、Hinako《黑髮対決！Kawaii Style vs Cool Style》

- 2015年12月號：Hinako《期間限定的青春  女高制服物語》

- 2016年3、4、5月號：Aoi《輕鬆編髮齊齊學》
- 2016年6、7、8月號：Hinako《輕鬆編髮齊齊學》
- 2018年1月：Midori、Yura《2018日本藥妝瘋購攻略 嚴選300+》（特刊）
- 2018年2月號：Aoi《Go!Gals 藥妝速遞》
- 2018年3月號：Yura《Go!Gals 藥妝速遞》

#### 日本渋谷Modi商場超大型戶外屏幕硬照
- 2016年8月1-7日：Aoi
- 2016年8月22-28：Hinako

#### iSP（雜誌）
- 2017年3月號：Seina《iSP x CHEERZ SPECIAL (Mar. 2017)》（內附訪問環節）

#### Fami通（香港）
- 電玩姬：Hinako

#### KOBE COLLECTION 2017 AUTUMN & WINTER
- Show Report—Special：Aoi[22]

### 訪問及報導

#### 2015年
- 11月28日：JapHK《寵物聯盟代言人 「ARIEL PROJECT，美少女團體」》專訪

#### 2016年
- 2月5日：MyRadio《瀛能無雙》直播專訪
- 5月25日：Tokyo Girls' Update《Made in Hong Kong: Ariel Project 4th One-man Live Report》[57]
- 8月8日：蘋果日報娛樂版《邊班港女咁巴閉？卡娃兒指數鍊贏㗎妹》
- 8月12日：JapHK《JapHK LIVE! 突避節目》直播專訪
- 8月31日：MEETIA《《撮り下ろし71枚》総勢16組のアイドルが出演「夏の天使かよ！ Supported by MEETIA」フォトレポート》[5]

- 10月7日：Ani-wave 動漫狂熱 Vol.353《莉利亞姆—狂熱龍門陣》

#### 2017年
- 2月10日：Ani-wave 動漫狂熱 Vol.388《Ani-Girl：香港組合的新時代》（附送海報）
- 2月20日：蘋果日報—果籽【科技籽】《港產日系偶像少女組合　跳得唱得受邀日台出Show》
- 3月10日：Ani-wave 動漫狂熱 Vol.390《@JAM x TALE in Hong Kong 2017特集》
- 3月26日：iDOL +1D 專訪Ariel Project出演IDOL UNIVERSE[14]
- 6月17日：ATC Taiwan 專訪Ariel Project出演Angels' Fes. in Hong Kong Vol.2
- 7月25日：ATC Taiwan【新聞】《香港偶像團體Ariel Project兩位新成員正式出道！》[17]
- 8月18日：ATC Taiwan【新聞】《ArielProject參加@JAM EXPO 2017 決定！》[20]
- 8月28日：SHOWROOM《「@JAM THE WORLD」SHOWROOM生放送》
- 8月29日：ATC Taiwan【新聞】《あおい獲得KOBE COLLECION的出演權！》[58]
- 11月30日：台灣日本音樂情報網站迷迷音 專訪香港日系女子偶像組合Ariel Project[59]
- 12月8日：Fami通（香港）《客樣相談》生放送
- 12月18日：ATC Taiwan【新聞】香港女子偶像團體アリエルプロジェクト (Ariel Project) 二周年紀念公演[60]

#### 2018年
- 1月29日：ATC Taiwan【新聞】來自香港的偶像團體Ariel Project（アリエルプロジェクト）遠征日本發行首張單曲『桜色メモリー』[61]
- 1月30日：ACTRESS PRESS《アリエルプロジェクト、待望の1stシングル「桜色メモリー」を3月3日に発売決定！》[62]
- 2月24日：ATV亞洲電視《激活音樂—音樂講呢D》專訪
- 2月25日：新城知訊台《周末日常》專訪
- 3月1日：東京電視台《東京アイドル戦線》專訪わーすた期間親自介紹Ariel Project
- 3月7日：ATC Taiwan【新聞】香港偶像Ariel Project新單曲紀念活動  首次擔任新星堂一日店長[23]
- 3月16日：Ani-wave 動漫狂熱 Vol.416《@JAM x TALE in Hong Kong 2018：Ariel Project專訪》
- 3月16日：ATC Taiwan【新聞】港、日人氣偶像聯手進軍九龍灣國際展貿中心 「@JAM × TALE in Hong Kong 2018」 (上篇)[24]
- 3月27日：日文化新聞《Ariel Project x CD Warehouse在港舉辦首個CD發售活動》[26]
- 3月31日：日文化新聞《アリエルプロジェクト採訪 (@JAM×TALE in Hong Kong 2018)》[63]
- 3月31日：熱血時報《瀛能無雙》訪問吉川友、東京女子流、Ariel Project
- 4月1日：日文化新聞《大型舞台活動@JAM×TALE再臨香港  日本與香港偶像共同演出》[25]
- 5月14-18日：商業電台《一切從音樂開始》專訪
- 7月31日：前Babyraids JAPAN成員林愛夏個人生放節目《林愛夏のうにょうにょルーム》
- 8月1日：AbemaTIMES《ベビレ解散の林愛夏、香港のアイドルグループに「マネージャーやらせてくれませんか？」》[64]
- 8月8日：ATC Taiwan《「Tokyo Idol Festival 2018」活動回顧  場外偶像不畏烈日賣力宣傳》[31]
- 8月17日：《@JAM EXPO 2018 Official Book Pilot Version》Seina專訪[32]
- 10月15、17、19日：U-NEXT《ドルネクラウンジ》Nanami、Yura、Seina專訪[65]
- 12月22日：ATC Taiwan《香港女子偶像團體「アリエルプロジェクト」反攻日本築夢舉辦單獨演唱會》[66]
- 12月27日：香港01【港產日系女團】衝出香港！Ariel Project六名少女日本東京開騷[67]

#### 2019年
- 3月7日：ATC Taiwan《香港最大日本偶像音樂祭  粉絲瘋狂「@JAM x TALE in Hong Kong 2019」》[68]
- 3月9日：STARS HK《香港2偶像組合連同4日本人氣女子偶像團體襲港演出 望在港有更多活動機會》[69][70]
- 3月10日：港日通信社 Hong Kong Japan News Agency專訪Ariel Project

#### 2025年
- 8月18日：香港01《Ariel Project香港傳奇地偶女團9.5限定復活｜活潑動人歌聲演唱會》[52]

### 其他

#### 2016年
- 5月：加拿大亞太商會「5116 亞省山林大火賑災大行動」宣傳片及MV

- 7月25日：JapHK《世界衛生組織確疹「扑Q芒膏症候群」》短片（Hinako出演）

#### 2017年
- 1月28日：蘋果日報—果籽《恐怖新體驗　第一身VR實試Bio7+台製返校》（Hinako出演）
- 4月10日：Fami通（香港）日本殿堂 ACG 平台《Fami通》香港版啟動宣傳片（Hinako出演）
- 4月14日：Fami通（香港）日本女團恭祝《Fami通》香港版啟動宣傳片
- 7月11日：Fami通（香港）Hong Kong Idol Festival 2017宣傳片
- 7月11日：Fami通（香港）新GAME試玩 —《4D打喪屍》（Hinako及Seina出演）
- 7月30日：香港動漫電玩節 2017—Fami通・PS4™《Tricky Towers》挑戰賽（Hinako出演）
- 9月23日：電波組.inc專屬電視節目—電波之神神 （Nanami出演）

#### 2018年
- 3月27日：Fami通（香港）ACG活動—《荒野行動》正式授權 《Freeing Game- 城市任務》真人版「食雞」求生遊戲（Hinako及Yura出演）
- 5月8日：前Babyraids JAPAN成員林愛夏個人生放節目《林愛夏のうにょうにょルーム》 (Hinako為林愛夏及嘉賓吳業坤擔任即時翻譯)[71]

## 外部連結
- Ariel Project的X（前Twitter）
- Ariel Project的Facebook專頁
- Ariel Project的新浪微博
- YouTube上的Ariel Project頻道